# Kapucijnenkerk (Boedapest)
De Kapucijnenkerk (Kapucinus templom) in Boedapest is een kerk uit de 14e eeuw en is gelegen in Víziváros (Waterstad in het Nederlands) in het stadsdeel Boeda, District II.
De moeder van koning Lodewijk I van Hongarije, Elizabeth, besloot hier een kerk te laten bouwen. Uit de begintijd van de kerk bevinden zich nog veel gotische elementen (delen hiervan zijn nog in de noordelijke gevel te vinden).
Tijdens de verovering van Boeda in 1541 door de Turken, werd deze kerk verbouwd tot moskee.
De vensters in de zuidelijke gevel hebben de herovering door de Oostenrijkers in 1686 overleefd. De kerk werd tussen 1703 en 1715 herbouwd in barokke stijl door de kapucijner monniken. In 1856 werd de kerk door Ferenc Reitter en Pál Zsumrák verbouwd, om de verschillende gevels tot een harmonieus geheel te maken. Het beeld van Sint-Elizabeth op de romantische voorgevel stamt ook uit 1856.